# Loyal (Oklahoma)
Loyal és un poble dels Estats Units a l'estat d'Oklahoma. Segons el cens del 2000 tenia 81 habitants.

## Demografia
Segons el cens del 2000, Loyal tenia 81 habitants, 35 habitatges, i 22 famílies. La densitat de població era de 390,9 habitants per km².
Dels 35 habitatges en un 31,4% hi vivien nens de menys de 18 anys, en un 45,7% hi vivien parelles casades, en un 14,3% dones solteres, i en un 34,3% no eren unitats familiars. En el 31,4% dels habitatges hi vivien persones soles l'11,4% de les quals corresponia a persones de 65 anys o més que vivien soles. El nombre mitjà de persones vivint en cada habitatge era de 2,31 i el nombre mitjà de persones que vivien en cada família era de 2,65.
Per edats la població es repartia de la següent manera: un 28,4% tenia menys de 18 anys, un 4,9% entre 18 i 24, un 29,6% entre 25 i 44, un 28,4% de 45 a 60 i un 8,6% 65 anys o més.
L'edat mediana era de 38 anys. Per cada 100 dones de 18 o més anys hi havia 81,3 homes.
La renda mediana per habitatge era de 18.750 $ i la renda mediana per família de 21.250 $. Els homes tenien una renda mediana de 32.500 $ mentre que les dones 20.625 $. La renda per capita de la població era de 12.673 $. Entorn del 38,1% de les famílies i el 34,2% de la població estaven per davall del llindar de pobresa.

## Poblacions més properes
El següent diagrama mostra les poblacions més properes.